# Réserve faunique Rouge-Matawin
Pour les articles homonymes, voir Matawin et Rivière Rouge.
La réserve faunique Rouge-Matawin est une réserve faunique du Québec, située au nord du Parc national du Mont-Tremblant, au Québec, au Canada.

## Géographie
Cette réserve couvre notamment territoire non organisé de Lac-de-la-Maison-de-Pierre, dans la MRC Antoine-Labelle. La Réserve chevauche les régions administratives de Lanaudière et des Laurentides (région administrative). Outre le Parc national du Mont-Tremblant, la Réserve faunique Rouge-Matawin est bordée par les zecs de la Maison-de-Pierre, Boullé et Collin.
Cette réserve se départage entre deux bassins hydrographiques: à l'ouest, la rivière Rouge et ses affluents; au nord-est, la rivière Matawin et ses tributaires. La réserve est délimitée à l'ouest par la rivière Rouge.
Les postes d'accueil de la Réserve faunique Rouge-Matawin sont:
- Accueil Saint-Michel-des-Saints (situé au sud-est à l'intersection des routes forestières 3 et 5);
- Accueil La Macaza (situé au sud-ouest, du côté ouest du "lac des Sucreries", le long de la route forestière no. 4; soit un peu au nord de l'intersection de la route 2, laquelle traverse le Parc national du Mont-Tremblant.

Les principaux lacs de la Réserve faunique sont:
- au nord: Rouge, Williard, Lenoir, Cordeau et Laverdière,
- à l'est: Sarent, Matawin, Bess et Le Tars,
- au sud: Des sucreries, Écuyer, Odelin, Legendre, Lournand, Jamet, Claire et Cinq doigts (comprenant la Baie-Claire, Baie-Bleue, Baie-des-Chaloupes et Baie-de-la-Dame),
- à l'ouest: McIntyre, de la Butte, Froid, Grandive, Svastika et Grasmere,
- au centre: au Brochet, Raimbault, Hardinge, Mosquic et Daulé[1].

## Toponymie
Cette réserve porte de nom des rivières Rouge et Matawin qui prennent source dans celle-ci. Le toponyme "Réserve faunique Rouge-Matawin" a été inscrit le 28 mai 1985 à la Banque des noms de lieux de la Commission de toponymie du Québec.

## Histoire
L'histoire des territoires du Parc national du Mont-Tremblant et de la Réserve faunique Rouge-Matawin sont étroitement liés. Dès le XIXe siècle, la foresterie constituait l'activité économique principale sur ces territoires. Au XXe siècle, les activités récréo-touristiques ont pris de l'ampleur.
Territoire de la Réserve faunique Rouge-Matawin
Depuis sa création, les limites de la Réserve faunique Rouge-Matawin ont fait l'objet de plusieurs modifications.
En 1924, le Ministère des Terres et forêts du Québec, a adopté de nouveaux objectifs de protéger davantage la faune, régulariser les cours d'eau et mieux ordonner les concessions forestières. Conséquemment, une modification législative engendra la création de la Réserve forestière de la Montagne-Tremblante (3 108 km2), attenante au Parc de la Montagne-Tremblante (60 km2), à cette époque. En 1925, le statut de "Réserve forestière" a été attribué au parc. Cette nouvelle réserve relève dorénavant de la juridiction du Ministère des Terres et Forêts, et le Parc, sous la celle du Ministère de la Colonisation, des Mines et des Pêcheries.
Adopté en 1981, le décret provincial 208-81 modifie les délimitations du Parc national du Mont-Tremblant. La zone nord relèvera dorénavant de la nouvelle Réserve faunique Rouge-Matawin, qui couvre alors 1 655 km2. En 1990, une zone de 251 km2 est restituée au Parc national du Mont-Tremblant. Ainsi, la Réserve couvre maintenant 1 394 km2.
La foresterie et le développement du territoire
Au XIXe siècle, l'exploitation forestière constituait l'activité économique fondamentale justifiant le développement de ce territoire. Les chantiers de coupe du bois s'installèrent selon les concessions de coupes forestières sur les terres publiques, octroyées par le Gouvernement du Québec. Jadis, les rivières Rouge, du Diable et Matawin constituaient les seules voies de transport du bois (par flottaison). Les routes forestières étant inexistantes, les entrepreneurs forestiers construisaient leurs propres routes d'hiver. À la faveur de la glace sur les cours d'eau et des routes d'hiver improvisées en forêt, ils pouvaient atteindre leurs territoires de coupe et transporter le bois jusqu'aux rivières.
Les activités d'aménagement du territoire par l'industrie forestière consistaient à: ouvrir des chemins et des portages, bâtir des camps et des dépôts de matériel, ériger des barrages. Généralement, le réseau actuel de routes forestières pour accéder au territoire de la Réserve et du Parc, dérive des premières routes forestières aménagées par les compagnies forestières. De nos jours, le territoire de la Réserve et du Parc comporte encore différents vestiges témoignant des activités des anciens chantiers forestiers.
Dès 1937, la C.I.P., qui exploitait déjà les bois résineux dans la vallée de la Diable, donne de l'expansion à ses activités de coupe forestières vers les bassins versants des rivières Rouge et Macaza. Puis, les grandes compagnies forestières établissent leurs installations dans tout le territoire, selon les concessions de coupes forestières obtenues. En 1926, la E.B. Eddy (Hull) a acquis les droits de coupes forestières du bassin versant de la rivière Rouge (Laurentides). Tandis que la Consolidated Paper Ltd, a acquis les droits de coupe pour le bassin de la Matawin au nord de Saint-Donat (Matawinie) en utilisant des droits de coupe obtenus en 1932. Ainsi, le principal réseau routier du parc a été développé à priori par des compagnies forestières. Entre 1948 et 1950, la compagnie Consolidated Bathurst met en place une route reliant Saint-Donat (Matawinie) à Saint-Guillaume-Nord et Saint-Michel-des-Saints via le lac Caribou. Puis, le dépôt Cyprès aménagé par la Consolidated Bathurst, comportant une cinquantaine de bâtiments qui seront utilisés de 1948 à 1969, deviendra le plus important chantier du parc.
À l'époque de la réserve de Joliette, le bois franc a été exploité dans les secteurs des lacs John, Mathias et Sec pour une scierie de Saint-Michel-des-Saints. Notons qu'une partie du territoire de la réserve de Joliette est devenue la Zec Lavigne et l'autre, le secteur de l'Assomption du Parc national du Mont-Tremblant en 1981.

## Chasse et pêche
Vers 1958, le droit de chasse est aboli dans le parc. Néanmoins, quelques clubs poursuivent leurs activités de pêche sportive. À cette époque, 36 clubs privés sont en activités sur le territoire du parc qui atteint une superficie de 3 185 km2. Une douzaine de ces clubs se trouvent sur le territoire actuel du parc, et une vingtaine sur le territoire qui est devenu la réserve faunique Rouge-Matawin.
En 1968, six clubs et une pourvoirie contrôlent des territoires de pêche, notamment le club des Quatorze qui a acheté un camp de la Consolidated Paper Ltd au nord-ouest du lac Lusignan. Aujourd'hui, le territoire de ce club fait partie de la zone Est de la réserve faunique Rouge-Matawin.
Sur la Réserve, plus de 450 plans d'eau sont accessibles aux amateurs de pêche sportive. Les espèces de poissons les plus répandues sont: le touladi, le doré, le brochet, l'omble de fontaine et l'achigan à petite bouche.
La Réserve offre divers forfaits aux visiteurs pour la pêche et l'hébergement en chalet, camp rustique ou camp de prospecteur. Les services comportent notamment des embarcations de lacs et rivières. La SÉPAQ impose des limites de prise et de possession de poissons, selon les espèces.